# Bedingte Varianz
Die bedingte Varianz beschreibt in der Wahrscheinlichkeitstheorie und Statistik die Varianz einer Zufallsvariablen unter der Voraussetzung, dass noch zusätzliche Informationen über den Ausgang des zugrunde liegenden Zufallsexperiments verfügbar sind. Sie ist definiert als der bedingte Erwartungswert der quadratischen Abweichung der Zufallsvariablen von ihrem bedingten Erwartungswert. Wie bei diesem kann die Bedingung beispielsweise darin bestehen, dass bekannt ist, ob ein gewisses Ereignis eingetreten ist oder welche Werte eine weitere Zufallsvariable angenommen hat; abstrakt kann die Zusatzinformation als Unterraum des zugrunde liegenden Ereignisraums aufgefasst werden.
Eine wichtige Anwendung ist die Varianzzerlegung, eine Formel, mit der Varianzen durch bedingte Varianzen und bedingte Erwartungswerte dargestellt werden können und die auch in der Regressionsanalyse eine Rolle spielt. Zeitreihenmodelle wie ARCH-Modelle oder dessen Verallgemeinerung GARCH-Modelle verwenden bedingte Varianzen, um gezielt stochastische Abhängigkeiten in Prozessen zu modellieren, wie sie vor allem in finanzmathematischen Fragestellungen auftreten.

## Definition
Es seien {\displaystyle X} und {\displaystyle Y} zwei reelle Zufallsvariable auf einem Wahrscheinlichkeitsraum {\displaystyle (\Omega ,\Sigma ,P)}, dann heißt
{\displaystyle \operatorname {Var} (X\mid Y)=\operatorname {E} {\bigl (}(X-\operatorname {E} (X\mid Y))^{2}\mid Y{\bigr )}}
die bedingte Varianz von {\displaystyle X} gegeben {\displaystyle Y} (oder Varianz von {\displaystyle X} bedingt auf {\displaystyle Y}).
Analog zum bedingten Erwartungswert betrachtet man auch die bedingten Varianzen
- {\displaystyle \operatorname {Var} (X\mid A)} gegeben ein Ereignis {\displaystyle A\in \Sigma },
- {\displaystyle \operatorname {Var} (X\mid Y=y)} gegeben, dass {\displaystyle Y} den Wert {\displaystyle y} annimmt,

sowie allgemein
- {\displaystyle \operatorname {Var} (X\mid \Sigma ')} gegeben eine Teil-σ-Algebra {\displaystyle \Sigma '\subseteq \Sigma }.

Dazu werden in der Definition die beiden Erwartungswerte jeweils auf {\displaystyle A}, {\displaystyle Y=y} bzw. {\displaystyle \Sigma '} bedingt.
Im Folgenden werden alle Formeln nur für die Bedingung auf eine weitere Zufallsvariable angegeben, für die anderen Fälle gelten sie entsprechend. Es ist jedoch zu beachten, dass {\displaystyle \operatorname {Var} (X\mid A)} und {\displaystyle \operatorname {Var} (X\mid Y=y)} nichtnegative reelle Zahlen (oder {\displaystyle \infty }) sind, während es sich bei {\displaystyle \operatorname {Var} (X\mid Y)} und {\displaystyle \operatorname {Var} (X\mid \Sigma ')} um Zufallsvariablen handelt. Alle folgenden Gleichungen und Ungleichungen für Letztere sind wegen der Nichteindeutigkeit von bedingten Erwartungswerten als {\displaystyle P}-fast sicher zu verstehen, ohne dass dies explizit angegeben wird.

### Definition im diskreten und stetigen Fall
Im diskreten und stetigen Fall sind die bedingten Varianzen definiert durch
| Falls {\displaystyle X,Y} diskret                                                                                | Falls {\displaystyle X,Y} stetig |
| {\displaystyle \operatorname {Var} (X\mid Y=y)=\sum _{x}(x-\operatorname {E} (X\mid y))^{2}P_{X\mid Y}(x\mid y)} | {\displaystyle \operatorname {Var} (X\mid Y=y)=\int _{-\infty }^{\infty }(x-\operatorname {E} (X\mid y))^{2}f_{X\mid Y}(x\mid y)\,\mathrm {d} x} |

Hierbei stellt {\displaystyle \operatorname {E} (X\mid y)} den bedingten Erwartungswert und {\displaystyle f_{X\mid Y}(x\mid y)} die bedingte Dichte dar.

## Einfache Rechenregeln
Aus der zur (unbedingten) Varianz analogen Definition ergibt sich zusammen mit den Rechenregeln für bedingte Erwartungswerte, dass die Rechenregeln für Varianzen entsprechend weiterhin gelten. Insbesondere hat man:
- Nichtnegativität: {\displaystyle \operatorname {Var} (X\mid Y)\geq 0}
- Affine Transformationen: {\displaystyle \operatorname {Var} (aX+b\mid Y)=a^{2}\operatorname {Var} (X\mid Y)} für alle {\displaystyle a,b\in \mathbb {R} }
- Verschiebungssatz: {\displaystyle \operatorname {Var} (X\mid Y)=\operatorname {E} (X^{2}\mid Y)-\operatorname {E} (X\mid Y)^{2}}

## Varianzzerlegung
Eine wichtige Aussage im Zusammenhang mit der bedingten Varianz ist die Varianzzerlegung (auch Satz von der totalen Varianz genannt), nach der die (unbedingte) Varianz einer Zufallsvariablen die Summe aus dem Erwartungswert ihrer bedingten Varianz und der Varianz ihres bedingten Erwartungswerts ist:
{\displaystyle \operatorname {Var} (X)=\operatorname {E} (\operatorname {Var} (X\mid Y))+\operatorname {Var} (\operatorname {E} (X\mid Y))}.
Das sieht man so: Der bedingte Erwartungswert {\displaystyle U:=\operatorname {E} (X\mid Y)} ist eine Zufallsvariable mit Erwartungswert {\displaystyle \operatorname {E} (U)=\operatorname {E} (X)} und Varianz 
{\displaystyle \operatorname {Var} (U)=\operatorname {E} (U^{2})-\operatorname {E} (X)^{2}}.
Die bedingte Varianz hat den Erwartungswert
{\displaystyle \operatorname {E} (\operatorname {Var} (X\mid Y))=\operatorname {E} (\operatorname {E} (X^{2}\mid Y))-\operatorname {E} (U^{2})=\operatorname {E} (X^{2})-\operatorname {E} (U^{2})}.
Addition der letzten beiden Gleichungen ergibt
{\displaystyle \operatorname {E} (\operatorname {Var} (X\mid Y))+\operatorname {Var} (\operatorname {E} (X\mid Y))=\operatorname {E} (X^{2})-\operatorname {E} (X)^{2}=\operatorname {Var} (X)}.

## Beispiele

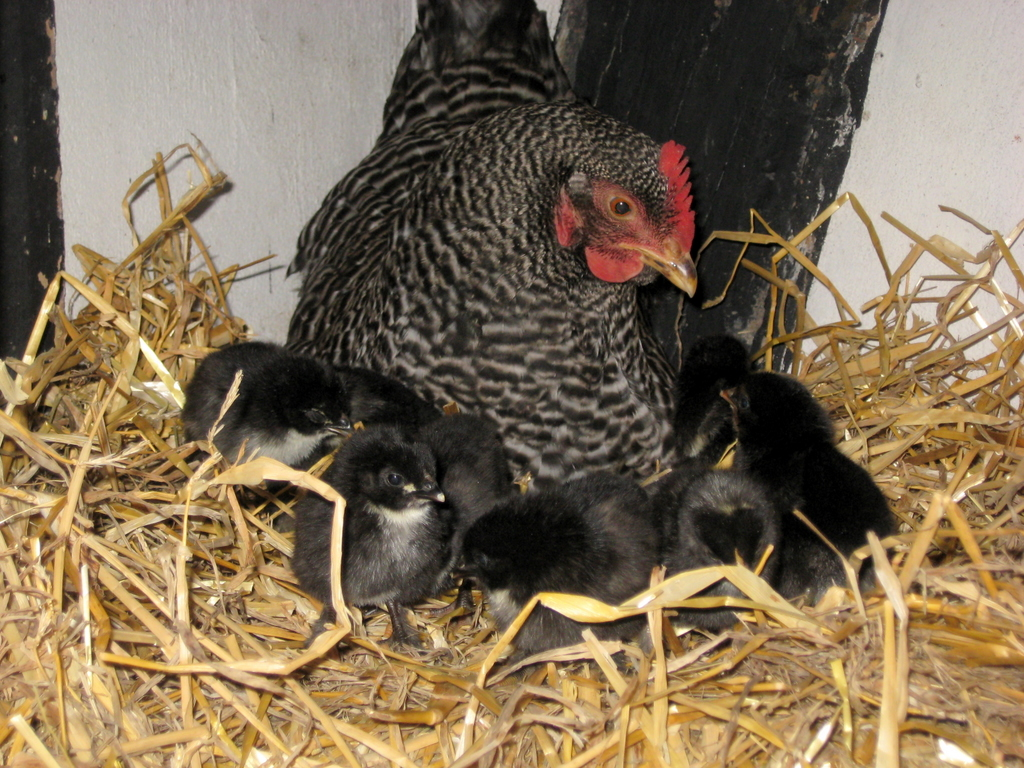
Wie viele Küken?

- Ein Huhn legt in einem festen Zeitraum eine zufällige Anzahl {\displaystyle N} von Eiern, von der angenommen wird, dass sie Poisson-verteilt mit Erwartungswert {\displaystyle \mu } ist. Aus jedem dieser Eier schlüpfe – unabhängig von den anderen – mit einer festen Wahrscheinlichkeit {\displaystyle p\in (0,1)} ein Küken. Die Zufallsvariable {\displaystyle X} bezeichne die Anzahl der geschlüpften Küken. Unter der Bedingung {\displaystyle N=n} mit {\displaystyle n\in \mathbb {N} } ist dann {\displaystyle X} binomialverteilt mit Parametern {\displaystyle n} und {\displaystyle p}, es gilt daher

{\displaystyle \operatorname {E} (X\mid N=n)=np\quad } und {\displaystyle \quad \operatorname {Var} (X\mid N=n)=np(1-p)},
also
{\displaystyle \operatorname {E} (X\mid N)=Np\quad } und {\displaystyle \quad \operatorname {Var} (X\mid N)=Np(1-p)}.
Mit dem Satz vom totalen Erwartungswert folgt
{\displaystyle \operatorname {E} (X)=\operatorname {E} (Np)=p\operatorname {E} (N)=p\mu }
und mit der Varianzzerlegung
{\displaystyle \operatorname {Var} (X)=\operatorname {E} (Np(1-p))+\operatorname {Var} (Np)=p(1-p)\operatorname {E} (N)+p^{2}\operatorname {Var} (N)=p(1-p)\mu +p^{2}\mu =p\mu }.
- Die Zufallsvariablen {\displaystyle X} und {\displaystyle Y} seien bivariat normalverteilt mit Erwartungswerten {\displaystyle \mu _{X}} und {\displaystyle \mu _{Y}}, Varianzen {\displaystyle \sigma _{X}^{2}} und {\displaystyle \sigma _{Y}^{2}} sowie dem Korrelationskoeffizienten {\displaystyle \varrho \in [-1,1]}. Dann ist {\displaystyle X} bedingt auf {\displaystyle Y=y} normalverteilt mit Erwartungswert {\displaystyle \mu _{X}+{\tfrac {\sigma _{X}}{\sigma _{Y}}}\varrho (y-\mu _{Y})} und Varianz {\displaystyle (1-\varrho ^{2})\sigma _{X}^{2}}. Insbesondere ist also in diesem Beispiel die bedingte Varianz

{\displaystyle \operatorname {Var} (X\mid Y)=(1-\varrho ^{2})\sigma _{X}^{2}}
konstant (unabhängig von {\displaystyle Y}).